# Завагнин, Керри
Ке́рри Зава́гнин (англ. Kerry Zavagnin; 2 июля 1974, Плимут, Мичиган, США) — американский футболист, опорный полузащитник; тренер.

## Карьера игрока

### Университетский футбол
В 1992—1995 годах Завагнин обучался в Университете Северной Каролины в Чапел-Хилле и играл за университетскую футбольную команду «Норт Каролайна Тар Хилз». В Национальной ассоциации студенческого спорта сыграл 76 матчей, забил 22 мяча и отдал 24 результативные передачи.
В 1993 году также выступал за клуб «Роли Флайерз» в USISL.

### Клубная карьера
4 декабря 1995 года на драфте Эй-лиги Завагнин был выбран клубом «Атланта Ракэс».
В 1996 году выступал за клуб USISL Select League «Роли Флайерз».
2 февраля 1997 года на дополнительном драфте MLS Завагнин был выбран в третьем раунде под общим 21-м номером клубом «Колорадо Рэпидз», но на следующий день «Рэпидз» обменял его с компенсацией в будущем «Метростарзу» на Питера Вермеса с пиком третьего раунда дополнительного драфта MLS 1998. В MLS он дебютировал 22 марта 1997 года в матче открытия сезона 1997 между «Метростарз» и «Сан-Хосе Клэш». В 1997 году также играл в аренде в клубе Эй-лиги «Лонг-Айленд Раф Райдерс». В марте 1999 года «Метростарз» отчислил Завагнина.
Весной 1999 года Завагнин присоединился к новообразованному клубу Эй-лиги «Лихай Валли Стим». В сезоне 1999 сыграл 24 матча, забил два мяча и отдал две результативные передачи.
6 февраля 2000 года на супердрафте MLS Завагнин был выбран в третьем раунде под общим 30-м номером клубом «Канзас-Сити Уизардс». За «Уизардс» дебютировал 25 марта 2000 года в матче против «Чикаго Файр», отметившись голевой передачей. 17 мая 2000 года в матче против «Ди Си Юнайтед» забил свой первый гол в MLS. В сезоне 2001 стал единственным игроком «Уизардс», сыгравшим все матчи без замен. Принял участие в Матче всех звёзд MLS 2004. По итогам сезона 2004 был включён в символическую сборную MLS. В межсезонье 2004—2005 годов проходил просмотры в английских клубах «Сандерленд» и «Ковентри Сити», но 2 марта 2005 года подписал новый долгосрочный контракт с «Канзас-Сити Уизардс». 15 августа 2008 года Керри Завагнин объявил о завершении футбольной карьеры по окончании сезона 2008.

### Международная карьера
В составе сборной США до 20 лет Завагнин принимал участие в молодёжном чемпионате мира 1993. 11 марта 1993 года в матче группового этапа турнира против сборной Республики Корея до 20 лет забил гол.
За сборную США Завагнин дебютировал 25 октября 2000 года в товарищеском матче со сборной Мексики. Всего за звёздно-полосатую дружину сыграл 21 матч.

## Карьера тренера
19 декабря 2008 года «Канзас-Сити Уизардс» объявил, что Завагнин войдёт в тренерский штаб клуба в сезоне 2009 в качестве ассистента главного тренера Кёрта Оналфо. Остался ассистентом и при следующем тренере клуба Питере Вермесе.

## Достижения
Командные
 «Канзас-Сити Уизардс»
- Чемпион MLS (обладатель Кубка MLS): 2000
- Победитель регулярного чемпионата MLS: 2000
- Обладатель Открытого кубка США: 2004

Индивидуальные
- Член символической сборной MLS: 2004
- Участник Матча всех звёзд MLS: 2004

## Статистика выступлений

### Клубная статистика
| Выступление                      | Выступление      | Выступление      | Лига | Лига | Плей-офф | Плей-офф | Кубок | Кубок | Континент | Континент | Итого | Итого |
| Клуб                             | Лига             | Сезон            | Игры | Голы | Игры     | Голы     | Игры  | Голы  | Игры      | Голы      | Игры  | Голы  |
| -------------------------------- | ---------------- | ---------------- | ---- | ---- | -------- | -------- | ----- | ----- | --------- | --------- | ----- | ----- |
| Метростарз                       | MLS              | 1997             | 21   | 0    | —        | —        | 1     | 0     | —         | —         | 22    | 0     |
| Метростарз                       | MLS              | 1998             | 18   | 0    | 0        | 0        | 0     | 0     | —         | —         | 18    | 0     |
| Метростарз                       | Итого            | Итого            | 39   | 0    | 0        | 0        | 1     | 0     | —         | —         | 40    | 0     |
| Лонг-Айленд Раф Райдерс (аренда) | A-League         | 1997             | 2    | 0    | —        | —        | —     | —     | —         | —         | 2     | 0     |
| Лихай Валли Стим                 | A-League         | 1999             | 24   | 2    | —        | —        | —     | —     | —         | —         | 24    | 2     |
| Канзас-Сити Уизардс              | MLS              | 2000             | 31   | 2    | 7        | 0        | 1     | 0     | —         | —         | 39    | 2     |
| Канзас-Сити Уизардс              | MLS              | 2001             | 27   | 1    | 3        | 0        | 2     | 0     | 6         | 0         | 38    | 1     |
| Канзас-Сити Уизардс              | MLS              | 2002             | 27   | 1    | 3        | 0        | 3     | 0     | 6         | 0         | 39    | 1     |
| Канзас-Сити Уизардс              | MLS              | 2003             | 29   | 1    | 3        | 0        | 0     | 0     | —         | —         | 32    | 1     |
| Канзас-Сити Уизардс              | MLS              | 2004             | 24   | 0    | 4        | 0        | 4     | 0     | —         | —         | 32    | 0     |
| Канзас-Сити Уизардс              | MLS              | 2005             | 28   | 0    | —        | —        | 2     | 0     | 2         | 0         | 32    | 0     |
| Канзас-Сити Уизардс              | MLS              | 2006             | 25   | 0    | —        | —        | 1     | 0     | —         | —         | 26    | 0     |
| Канзас-Сити Уизардс              | MLS              | 2007             | 29   | 3    | 3        | 0        | 1     | 0     | —         | —         | 33    | 3     |
| Канзас-Сити Уизардс              | MLS              | 2008             | 17   | 0    | 0        | 0        | 3     | 0     | —         | —         | 20    | 0     |
| Канзас-Сити Уизардс              | Итого            | Итого            | 237  | 8    | 23       | 0        | 17    | 0     | 14        | 0         | 291   | 8     |
| Всего за карьеру                 | Всего за карьеру | Всего за карьеру | 302  | 10   | 23       | 0        | 18    | 0     | 14        | 0         | 357   | 10    |

1. ↑  Включает Кубок Мерконорте и Кубок чемпионов КОНКАКАФ.

Источники: Transfermarkt, Soccerway, Footballdatabase.eu, SoccerStats.us.

### Международная статистика
| Команда | Год   | Игры | Голы |
| ------- | ----- | ---- | ---- |
| США     |       |      |      |
| 2000    | 1     | 0    |      |
| 2001    | 1     | 0    |      |
| 2004    | 8     | 0    |      |
| 2005    | 5     | 0    |      |
| 2006    | 6     | 0    |      |
| Всего   | Всего | 21   | 0    |

Источник: National Football Teams.